# Тисемсилт (област)
Тисемсилт (на арабски: ولاية تسمسيلت) е област на Алжир. Населението ѝ е 294 476 жители (по данни от април 2008 г.), а площта 3152 кв. км. Намира се в часова зона UTC+01. Телефонният ѝ код е +213 (0) 46. Административен център е Тисемсилт.